# Cuarto real
Bajo el nombre de cuarto real se conocen en España se conocen a una serie de estancias en un convento o monasterio destinadas exclusivamente a servir de residencia regia.

## Historia

### Antecedentes
En la Edad Media los monarcas de las monarquías peninsulares gustaban de la convivencia con distintas comunidades monásticas. Entre los ejemplos de esta práctica destacan:
- Fernando I de Castilla en el monasterio de San Benito (Sahagún) y San Isidoro de León.
- García Jiménez en el monasterio de San Juan de la Peña.
- Alfonso VIII en las Huelgas Reales (Burgos).
- Pedro III de Aragón en el monasterio de Santes Creus.
- Pedro IV de Aragón en el monasterio de Poblet.

### Desarrollo
El siglo XV supuso el afianzamiento de este modelo de esta tipología residencial, mediante el desarrollo de un sistema de cuartos regios que complementaban otras residencias. Este proceso se unió a la consolidación de las órdenes mendicantes, continuando la tradición de contar con cuartos reales en sus conventos situados por norma general en núcleos urbanos. De entre los ejemplos de cuartos reales originados en el siglo XV destacan: el del convento de Santo Tomás de Ávila, dominico; y el enclavado en el monasterio de San Juan de los Reyes. Por otro lado, dos palacios reales fueron origen de dos cenobios de la Orden Cartuja: el de El Paular y el de Miraflores. En ambas cartujas se conservaron estancias destinadas a cuarto real.
Los ejemplos más significativos relacionados con el concepto de cuarto real se encuentran ligados a las residencias regias ligadas a la orden jerónima, orden mendicante de origen español.
Entre estos ejemplos se cuentan los siguientes:
- Cuarto real del Monasterio de Guadalupe, considerado como un palacio en sí mismo.
- Cuarto real del monasterio de San Jerónimo del Prado en Madrid, origen y núcleo del futuro palacio (y real sitio) del Buen Retiro construido a partir del segundo cuarto del siglo XVII.
- Cuarto regio o palacio real en el Monasterio de El Escorial.

Este último ejemplo ha sido señalado como el parangón de la tipología del cuarto real o casa real en conventos y monasterios, atendiendo a su complejidad, dimensiones y riqueza simbólica y artística.